# Lophocampa texana
Lophocampa texana är en fjärilsart som beskrevs av Rothschild 1909. Lophocampa texana ingår i släktet Lophocampa och familjen björnspinnare. Inga underarter finns listade i Catalogue of Life.